# ISW11M
MOTOROLA PHOTON ISW11M（もとろーら　ふぉとん あいえす だぶりゅ　いちいち　えむ）は、モトローラ・モビリティによって開発された、auブランドを展開するKDDI及び沖縄セルラー電話のISシリーズの一つで、CDMA 1X WIN対応ストレート型スマートフォンである。

## 概要
製造型番はMOI11（えむおーあい いちいち）。アメリカの携帯電話事業者であるスプリント・ネクステル向けに発売されたMotorola Photon 4G(MB855)をベースにしており、細部は異なるもののほぼ同じ仕様である。au向けのモトローラブランド端末としては初のスマートフォンで、モトローラブランドの携帯電話としてはIDO・DDIセルラーグループ時代のC100M以来11年ぶりの再参入となった。他キャリア向けを含めてもNTTドコモのM702iG以来5年ぶりである。
なお本機は既存のau向けスマートフォンであるHTC EVO WiMAX ISW11HT(HTI11)およびHTC EVO 3D ISW12HT(HTI12)などと同様にau ICカードに非対応のため、この機種に機種変更する際はau ICカード非対応機種と同様にauショップで手続きする必要がある。このため、au ICカードを登録している他のau携帯電話や、auスマートフォンに差し替えての利用は不可能である。なおSIMスロットが搭載されているものの、本機種ではSIMロックを解除しないと機能しない上、解除を行った場合でもau ICカードは使用できない。
Webtop (ウェブトップ) に対応しており、専用クレードルの「MOTOROLA PHOTON ISW11M 専用 HDステーション」を利用すると、HDステーションからマイクロHDMIで外部ディスプレイに接続したり、USBでキーボード・マウス・USBメモリに接続でき、大きな画面で Mozilla Firefox などが利用可能。ディスプレイ出力は 720p。Webtop は Ubuntu (Linux) ベースで、ソースコードをオープンソースで公開している。実行中は Android と Webtop (Linux) が同時に起動し、両OSを同時に1つのディスプレイ内に表示することができる。1GB の DRAM で2つの OS が起動する。
2011年12月28日に開始した、モバイルWiMAXにおける64QAMによる上り最大15.4Mbpsの通信に対応。
なお、本機種はCPUがデュアルコア(Tegra(R) 2)である関係上、Android 4.0へのアップデートが検討されていたが、米国モトローラ社が同社の発売したTegra(R) 2を搭載するスマートフォン端末ほぼすべてについて、OSアップデートを行わないとした模様。日本向けの本機種も対象となり、結果としてISW12HTとISW11Fの間に、本機種のOSアップデートは行われなかった。

## 歴史
- 2011年（平成23年）9月26日 - KDDI、およびモトローラ・モビリティより公式発表。
- 2011年10月7日 - 全国にて一斉発売。
- 2011年12月14日 - ソフトウェアアップデート開始。
- 2012年（平成24年）2月22日 - Cメール送信機能対応などのソフトウェアアップデート開始。
- 2012年4月26日 - Cメールでの絵文字対応などのソフトウェアアップデート開始。

## アップデート
2011年12月14日にソフトウェアアップデートが配信された。更新内容は次の通り。
- LISMO Port(PC連携)に対応
- カムコーダ(ビデオ録画)の1080pの対応
- WiMAX接続時の安定性向上
- Wi-Fiテザリング接続時の安定性向上
- モトローラ提供のプリインストールアプリなどの表示文言の修正
- セキュリティの向上

2012年2月22日に開始されたソフトウェアアップデートでの更新内容は次の通り。
- Cメール(SMS)送信機能への対応
- Googleアプリ(Google+，ビデオ，メッセンジャー)の追加
- 法人向けセキュリティ機能「3LM」「CPA」への対応

2012年4月26日に開始されたソフトウェアアップデートでの更新内容は次の通り。
- Cメールでの絵文字対応
- 同一フォルダ内でのデータ移動でデータが消失する不具合の修正
- 「3LM」「CPA」の不具合修正

## プリインストールアプリ
(KDDI)
- au one
- au one market
- au one ID　設定
- au Wi-Fi接続ツール
- au Eメール
- GREEマーケット
- jibeアドレス帳
- 災害用伝言板
- Skype
- jibe
- KDDI Eメール
- MOTOBLUR

## 主な機能・サービス
※PC向けWebブラウザが標準装備されている。携帯向けサイト(EZWeb)は他のスマートフォンやPCと同じく閲覧不可。
| 主な機能・対応サービス                                                  | 主な機能・対応サービス                    | 主な機能・対応サービス              | 主な機能・対応サービス                                             |
| ----------------------------------------------------------------------- | ----------------------------------------- | ----------------------------------- | ------------------------------------------------------------------ |
| Webブラウザ                                                             | LISMO! for Android LISMO WAVE             | おサイフケータイ                    | ワンセグ                                                           |
| au one メール PCメール Gmail EZwebメール                                | デコレーションメール デコレーションアニメ | Skype au                            | PCドキュメント                                                     |
| au Smart Sports Run & Walk Karada Manager ゴルフ(web版) Fitness、歩数計 | GPS                                       | au oneナビウォーク au one助手席ナビ | au one ニュースEX au one GREE                                      |
| じぶん銀行                                                              | 緊急地震速報                              | Bluetooth                           | 無線LAN機能 (Wi-Fi) テザリング (Wi-Fi・USB) +WiMAX (モバイルWiMAX) |
| 赤外線通信 (IrSimple)                                                   | WIN HIGH SPEED                            | グローバルパスポート (CDMA)         | auフェムトセル                                                     |
| microSD microSDHC                                                       | モーションセンサー(6軸)                   | 防水                                | 簡易留守録 着信拒否設定                                            |

- 安心セキュリティパックは、ウイルスバスターモバイル for auのみ対応

## 注
1. ↑  対応プロファイルはHSP、HFP、A2DP、AVRCP、OPP、PBAP、SPP
2. ↑  2011年12月14日のアップデート適用前は720p撮影のみの対応で、アップデート適用後は1080pのフルHD動画撮影に対応。
3. ↑  W3xシリーズのW32HおよびW32Sを除く全機種。W4xシリーズのW41SA（法人向け専用のE02SAを含む）、W41K、W41T、neon（W42T）、W43T、W42K。W2xシリーズ以前のCDMA 1X WINシリーズおよびcdmaOneシリーズ、CDMA 1Xシリーズ
4. ↑  SIMロック解除後はGSMとUMTS(W-CDMA)が使用可能になる。国内ではNTTドコモとソフトバンクモバイルのネットワークが使用可能。
海外のGSM/UMTSネットワークも使用可能になるがグローバルパスポートGSM(&UMTS)には非対応なので別途通信事業者のSIMカードが必要である。
auではSIMロック解除を受け付けていないので自己責任で行う。保証外なので注意が必要
5. ↑  Webtop - Free Communications software downloads at SourceForge.net
6. ↑  MOTOROLA PHOTON(TM) ISW11M | スマートフォンなどアップデート | au by KDDI - 2011年12月14日閲覧
7. ↑  MOTOROLA PHOTON(TM) ISW11M | スマートフォンなどアップデート | au - 2012年2月23日閲覧
8. ↑  MOTOROLA PHOTON(TM) ISW11M | スマートフォンなどアップデート | au - 2012年5月3日閲覧